# Ceramica geometrica

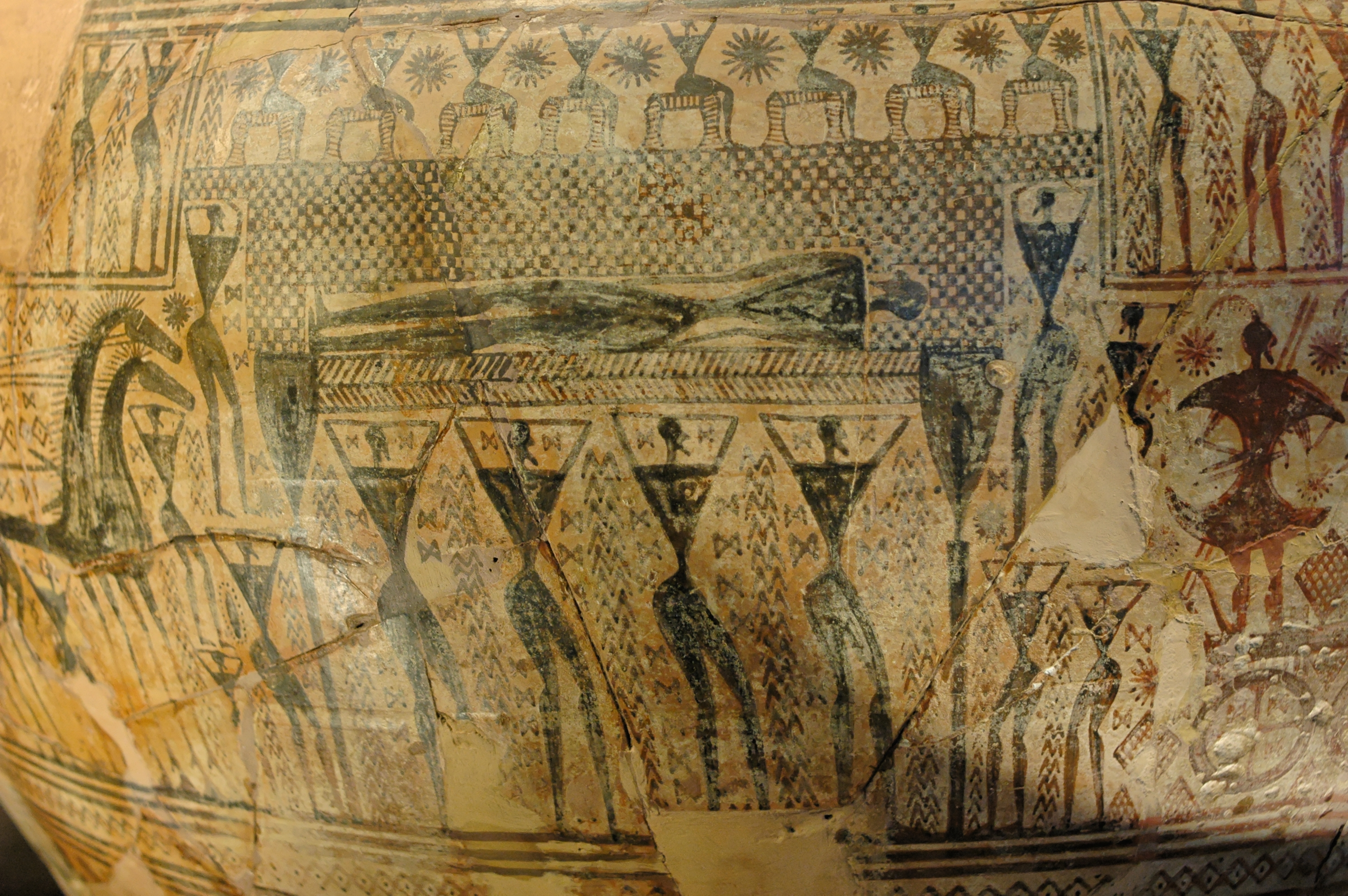
Scena di compianto funebre su un'anfora del Maestro del Dipylon nel Museo del Louvre (inv. A517)

La ceramica geometrica è la produzione vascolare della civiltà greca a partire dalla fine del Medioevo ellenico, approssimativamente tra il 900 a.C. e il 700 a.C., il cui stile e la cui denominazione si è estesa ad indicare l'insieme delle testimonianze materiali del periodo. Si sviluppò ad Atene e si diffuse grazie ai commerci marittimi in varie città della zona egea.

## Ceramica geometrica attica

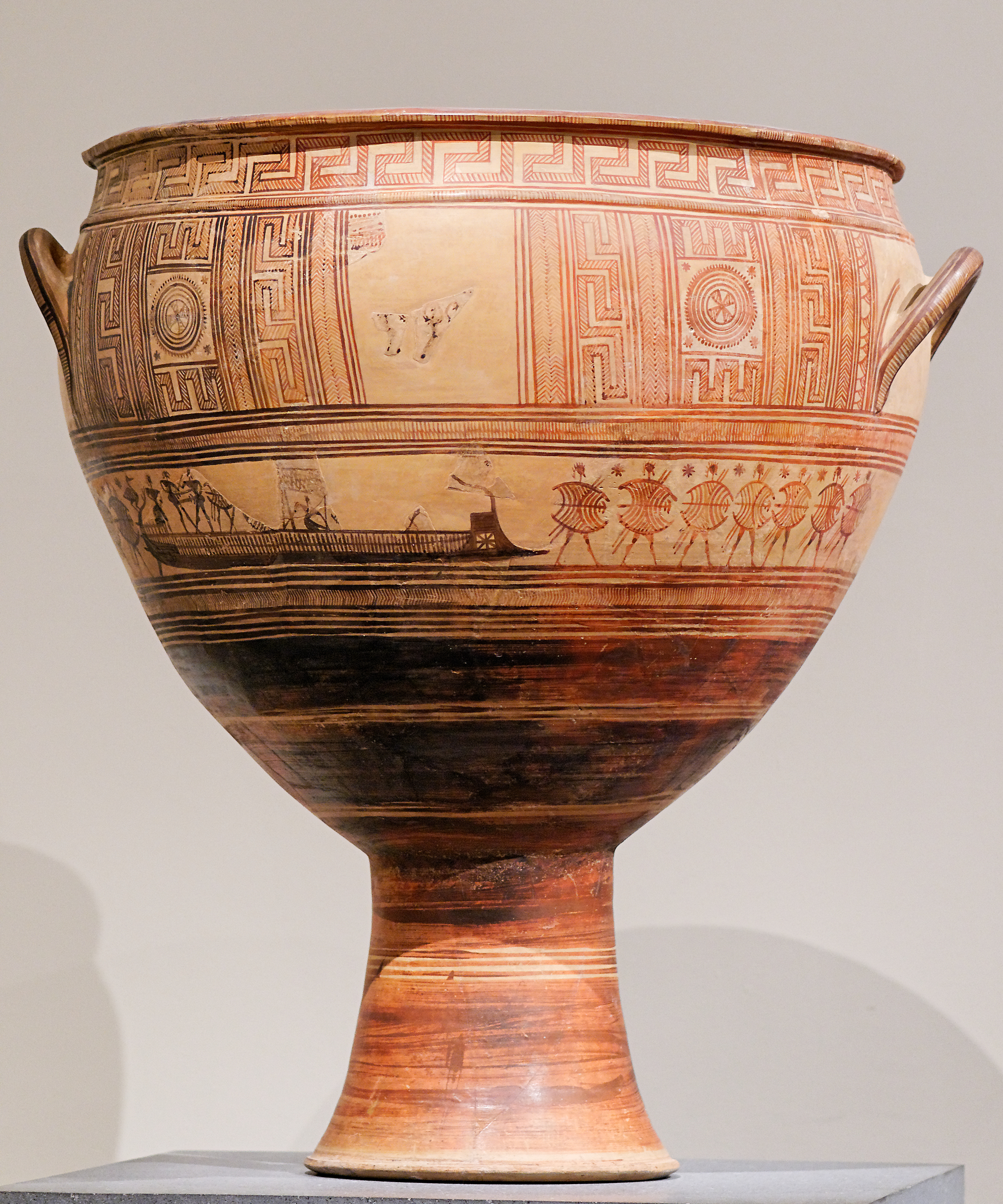
Cratere, Medio geometrico II, h 99.1 cm, d 94 cm. New York, Metropolitan Museum 34.11.2

Rispetto ai secoli precedenti il repertorio delle tipologie vascolari aumenta e le forme dei vasi si fanno sempre più articolate e slanciate. Anfore e crateri di grandi dimensioni vengono utilizzati come segnacoli per le tombe. Particolarmente ricchi sono i reperti provenienti dal cimitero ateniese del Dipylon. Si pensa che in origine le anfore fossero dedicate alle donne, poiché loro compito era raccogliere l'acqua, mentre i crateri agli uomini, che mescevano il vino.
Nella decorazione si sviluppano coerentemente le premesse elaborate nella ceramica protogeometrica attica. Il meandro riempito a tratteggio diventa il motivo decorativo più tipico, accompagnandosi a triangoli, rombi, motivi a zig zag, denti di lupo, scacchiere, reticoli. Nei riquadri si inseriscono svastiche e rosette geometriche a quattro foglie. Le fasce orizzontali decorate si fanno sempre più numerose e fitte, fino a ricoprire l'intera superficie del vaso, mentre vanno riducendosi fino a scomparire le superfici monocromatiche a vernice nera.
I motivi decorativi si arricchiscono di elementi figurati, in particolare figure umane e cavalli. I soggetti figurati sono rappresentati da scene funerarie (il compianto con l'esposizione del corpo del defunto, o pròthesis, e il trasporto del defunto sul carro funebre, o ekphorà), ma anche scene di duelli o battaglie in mare e sulla terra ferma. Le figure umane, dipinte a silhouette nera, sono allineate, a volte in file sovrapposte, mentre tutti gli spazi vuoti sono riempiti con ornati geometrici. Il torso è raffigurato di prospetto, a forma di triangolo e con braccia filiformi variamente disposte nei gesti; le gambe sono rese invece di profilo e progressivamente assumono forme più realistiche e articolate; la testa è rappresentata da una macchia nera con sporgenze per il naso o il mento. Gli scudi (noti appunto come "scudi Dipylon") sono raffigurati con due mezzelune unite da un sottile tratto, riprendendo in forma astrattamente geometrica la forma del grande scudo miceneo bilobato, che in seguito scompare a favore dello scudo rotondo. Oltre ai cavalli compaiono uccelli o cervi e capri, tutti ridotti a forme essenziali e schematiche, disposti in lunghe file, come semplici ornati.

### Fasi della ceramica geometrica attica

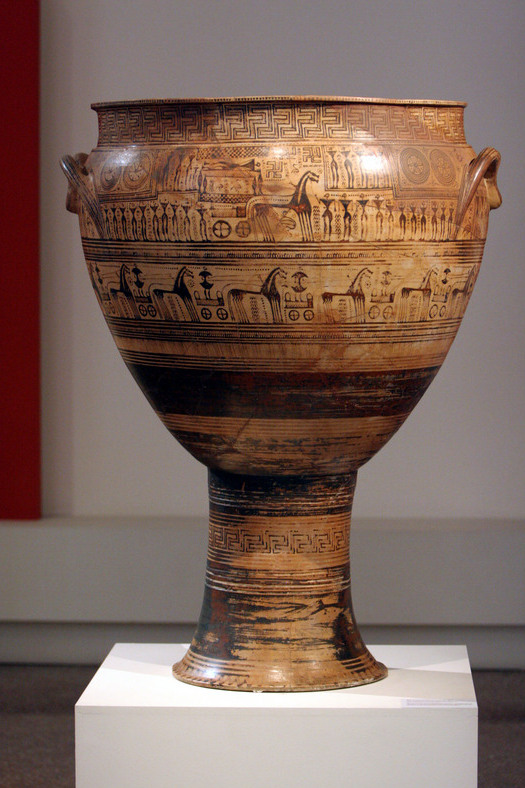
Pittore di Hirschfeld Cratere Tardo geometrico I, h 123 cm. Atene, Museo archeologico nazionale NM990

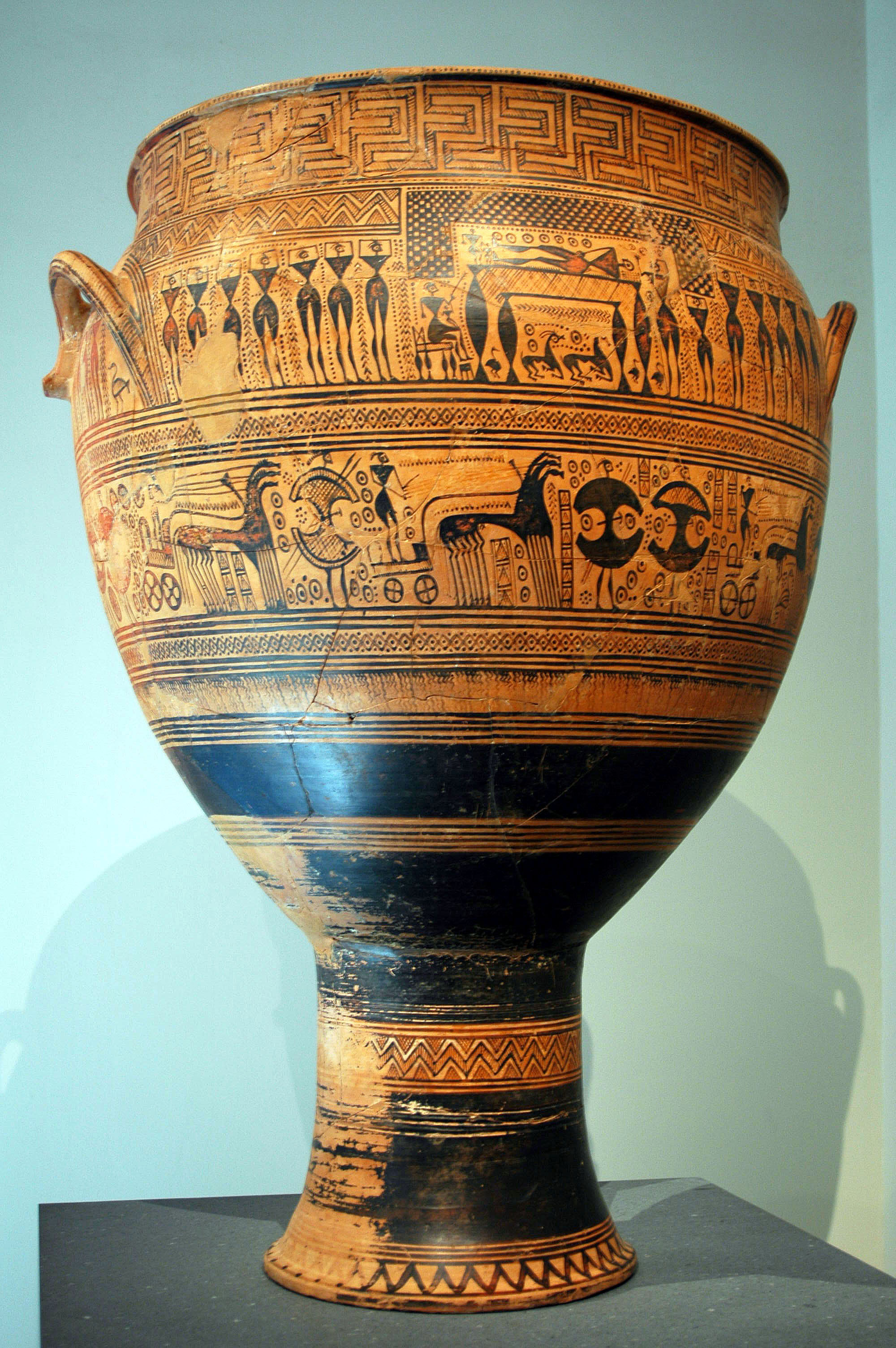
Cratere funerario tardo geometrico attico, Bottega del Pittore di Hirschfeld (attr.), 750-735 a.C., h 108.3 cm. New York, Metropolitan Museum of Art 14.130.14

Nell'evoluzione dello stile geometrico si distinguono diverse fasi.
Primo stile geometrico (prima metà del IX secolo a.C.)
Persiste la tendenza del tardo protogeometrico a bagnare i vasi in una vernice nera e lucida; l'alternanza di fasce decorate e zone a vernice nera scandisce le parti del vaso; il punto di massima espansione del corpo del vaso, dove si impostano le anse, è sottolineato da una fascia decorativa più ampia, con riquadri; la preoccupazione del vasaio protogeometrico, ovvero l'analisi della forma attraverso il disegno della superficie, rimane la stessa, ciò che cambia è la natura dello strumento principale dell'analisi. Il semicerchio concentrico svanisce e la spalla del vaso è nel primo stile geometrico (900-850) ignorata. Quello che conta ora sono i due elementi principali del vaso, il collo e il corpo; la loro separata ma uguale contribuzione all'architettura del vaso viene messa in evidenza attraverso fregi ornamentali o pannelli al loro centro. Geometrico e protogeometrico sono basati sulla stessa idea del vaso come somma delle sue parti, ma il pittore del vaso geometrico respinge l'identificazione protogeometrica del volume con la linea curva e inventa nuovi motivi: la merlatura e il meandro, motivi tettonici, angoli retti, che contemporaneamente riflettono i campi orizzontali che occupano e la costruzione verticale del vaso, e che continuamente tornano su sé stessi.
Medio stile geometrico (dalla metà del IX alla metà dell'VIII secolo a.C.)
Le forme ceramiche raggiungono dimensioni considerevoli, in particolare le anfore (80 cm di altezza) e i crateri (50 cm di altezza). Le fasce decorative ricoprono una maggiore superficie e compaiono sporadiche figure umane e animali. La spalla è di nuovo riconosciuta come una terza parte principale del vaso e il suo contorno è stabilizzato con svastiche, meandri, o altri modelli rettilinei. Anche se i motivi più grandi e più elaborati sono sempre riservati a collo, spalla, e pancia - i tre centri di gravità del geometrismo - pannelli decorativi e fasce si espandono in gran parte della superficie e entro la fine del medioevo ellenico il vaso sembra avvolto in un intricato arazzo astratto.
- Medio geometrico I (850-800 a.C.)

Le figure non trovano il loro naturale inserimento; il cavallo è l'unica creatura conosciuta sulla ceramica attica dipinta prima dell'800 a.C.: le continue linee curve del cavallo protogeometrico sono raddrizzate (il corpo è orizzontale) e segmentate (le gambe acquisiscono articolazioni). L'unica eccezione è la prefica sul Cratere 1254 del Museo del Ceramico ad Atene, datato intorno all'850-825 a.C. Il cratere (il genere di vaso usato per mischiare acqua e vino alle feste aristocratiche) veniva posto sopra la tomba degli aristocratici nella necropoli del Ceramico, era un segnacolo e insieme uno status symbol. Ciò che resta di questo cratere è densamente ricoperto con l'intera gamma di disegni del medio geometrico. Vi si trova anche il cerchio concentrico, anche se a differenza della versione protogeometrica è chiuso in una forma rettangolare e circoscrive una croce: dotato di un asse orizzontale ed uno verticale il cerchio concentrico diviene un motivo tettonico. In un'area irregolare in cui niente di regolarmente geometrico poteva ordinatamente stare, nello spazio sotto la maniglia, il pittore ha inserito un cavallo e sopra il manico, in un angolo appena fuori dai confini della terra astratta, ha disegnato la silhouette di una donna nuda che piegando le braccia sopra la testa si strappa i capelli in segno di pianto. Il cavallo e la donna non hanno niente a che fare l'uno con l'altro, sono separati dalla maniglia e guardano in opposte direzioni, non sembra trattarsi di una scena, ma di due simboli discreti, anche se non del tutto indipendenti, uno di rango, l'altro di dolore.
- Medio geometrico II (800-760)

Quando gli esseri umani iniziano ad apparire sulle ceramiche iniziano subito ad essere rappresentati in gruppo; il Medio geometrico II è il periodo in cui dalla fase della sineddoche i ceramografi attici passano alla descrizione completa delle scene, con la rappresentazione dei rapporti e delle relazioni tra le figure. Il Cratere 34.11.2 del Metropolitan Museum di New York pone fine al medioevo ellenico, appartiene al 770 a.C. ca. e celebra la memoria del defunto (forse anche l'occasione della sua morte) con la raffigurazione di una battaglia che percorre la fascia all'altezza del ventre. Sulla fascia decorativa superiore, in un riquadro in mezzo alla zona dell'impugnatura, vi è la rappresentazione gravemente danneggiata di una prothesis, la prima che si conosca delle centinaia che seguiranno. Una figura piangente si inginocchia sul letto funebre ai piedi del morto, sotto la bara è una fila di uccelli e ancora più in basso, cinque persone piangenti. Queste figure discendono dalla prefica del Cratere 1254 del Museo del Ceramico ma la figura umana è ormai passata al centro del vaso come al centro dell'arte greca.
Tardo stile geometrico (seconda metà dell'VIII secolo a.C.)
Emerge in questo periodo una chiara evoluzione nelle proporzioni generali dei vasi che vengono prodotti in proporzioni particolarmente equilibrate divenute immediatamente standard. È il periodo del Maestro del Dipylon, prima personalità emergente nell'arte greca, che segna con la sua produzione un momento di stacco rispetto alla normale evoluzione della produzione vascolare. I vasi tendono a raggiungere un rapporto tra altezza e diametro massimo o, nel caso delle forme aperte, tra diametro massimo e altezza, che si avvicina alla "sezione aurea" (i. e. la parte più piccola sta alla più grande come la più grande sta alla somma delle due). In ambito pittorico le fasce decorative ricoprono l'intera superficie del vaso, perdendo la funzione di marcare l'articolazione delle sue parti e si moltiplicano le scene figurate, in alcuni casi anche scene mitologiche, e i motivi decorativi sono più ricchi e variati. Si distinguono alcune officine e alcune personalità.
- Tardo geometrico I (760-735 a.C.)

Lo "stile del Dipylon", che prende il nome dalla principale necropoli ateniese raggiunge la sua massima espressione nei grandi vasi della metà dell'VIII secolo a.C. prodotti dal Maestro del Dipylon il quale, nel momento in cui le scene figurate entravano a far parte della decorazione vascolare scelse di rinunciare alle implicazioni pittoriche e di ridurre e uniformare ogni elemento allo schematismo geometrico. Durante il tardo geometrico cominciano a distinguersi anche altre personalità o gruppi di prodotti provenienti da una stessa bottega. Ad uno dei rivali del Maestro del Dipylon, chiamato convenzionalmente Pittore di Hirschfeld (dall'archeologo Gustav Hirschfeld che ha descritto nel 1872 per la prima volta una sua opera), è attribuito un cratere (tardo geometrico I, Atene, Museo archeologico nazionale 990) con scene animate e densamente popolate che acquisiscono maggiore importanza rispetto ai moduli geometrici, ormai privi di funzioni strutturali. Alcune botteghe sono riconoscibili tramite figure ricorrenti e stilisticamente identificabili, come il leone accovacciato con corpo a clessidra del "Pittore del Leone" o il cigno con corpo striato del "Pittore del Cigno", o ancora le file di uccelli acquatici unite da tratti obliqui a puntini (officina del "Seme degli uccelli"). Appartenenti probabilmente ad una stessa bottega sono anche le oinochoai sulle quali sono raffigurati dei cervi pascenti, o i vasi con fascia a file di rombi riempiti con scacchiere o rombi più piccoli, detti "Tapestry Hand" ("Mano a tappeto"). Lo stile del maestro del Dipylon finisce intorno al 735 a.C. quando anche l'ultimo dei suoi più stretti collaboratori smette di dipingere.
- Tardo geometrico II (735-700 a.C.)

Il seguente Tardo geometrico II è un momento di reazione; le anfore sono tendenzialmente più piccole e le zone figurate sono proporzionalmente più grandi e slegate dalla struttura del vaso; le zone astratte sono casuali, frettolose o mancanti. Ma le imprecisioni del periodo non sono tanto indice di degrado quanto di volontà di allontanamento dal precedente geometrismo esasperato: non è un caso se è in questo periodo che si sviluppa il fenomeno della protonarrazione la quale si spiega con il processo di autodefinizione della società e dell'aristocrazia nel tardo VIII secolo a.C.

### Galleria d'immagini

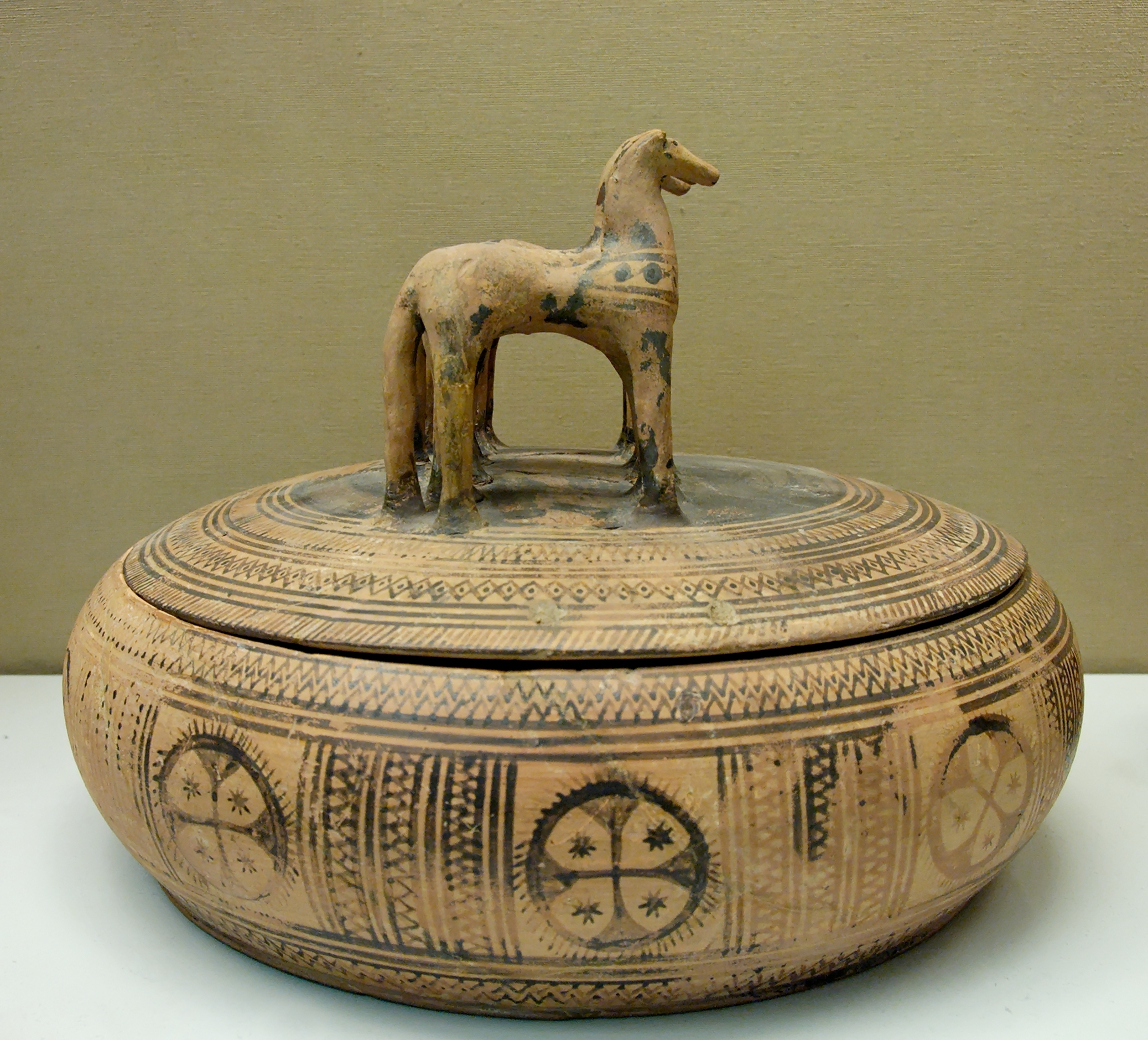
Pisside attica medio geometrica (760-750 a.C.) nel Museo del Louvre (inv.GR 1910.11-21.1)
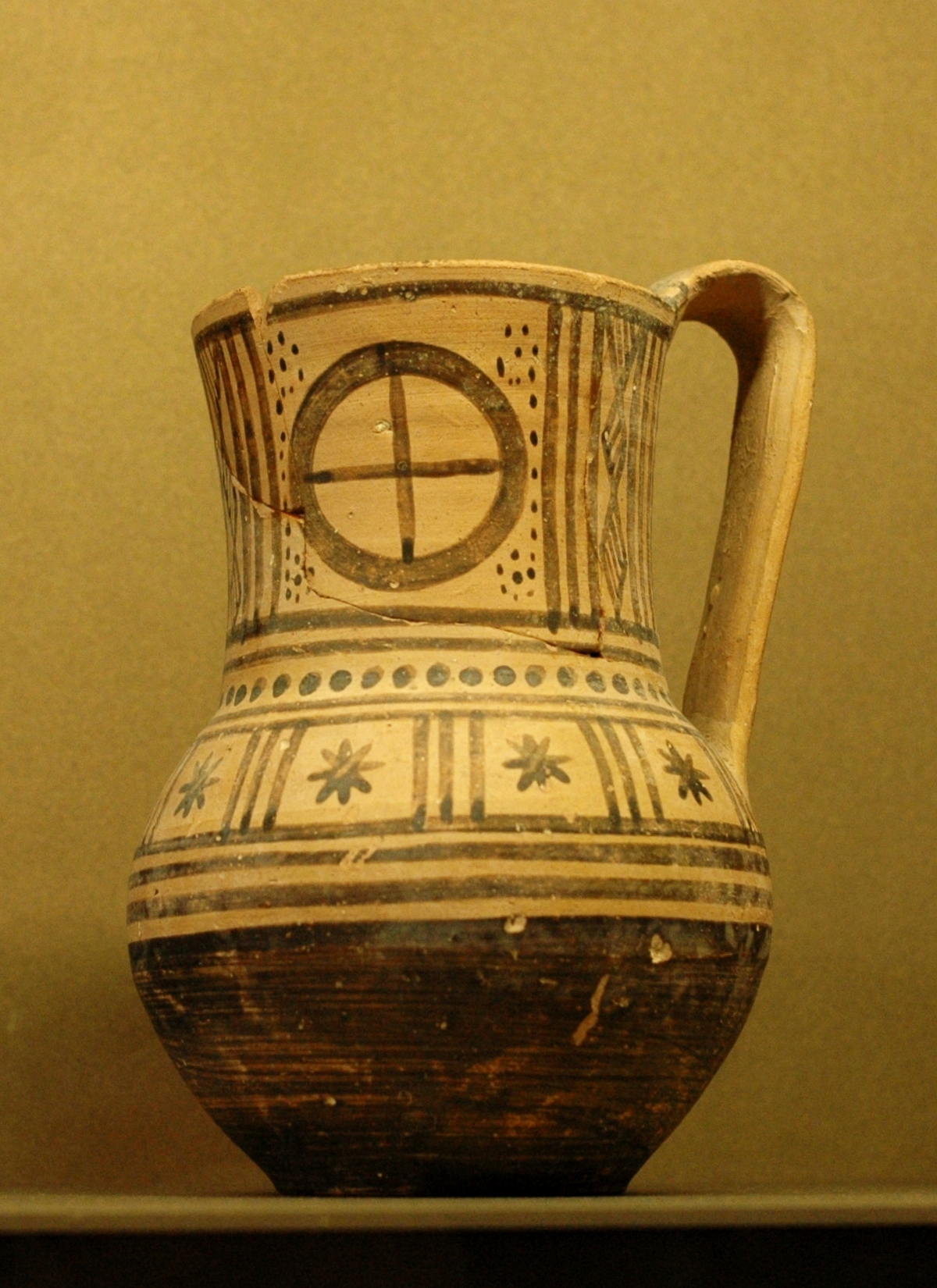
Brocca attica medio geometrica nel Museo del Louvre (inv. CA 1814)
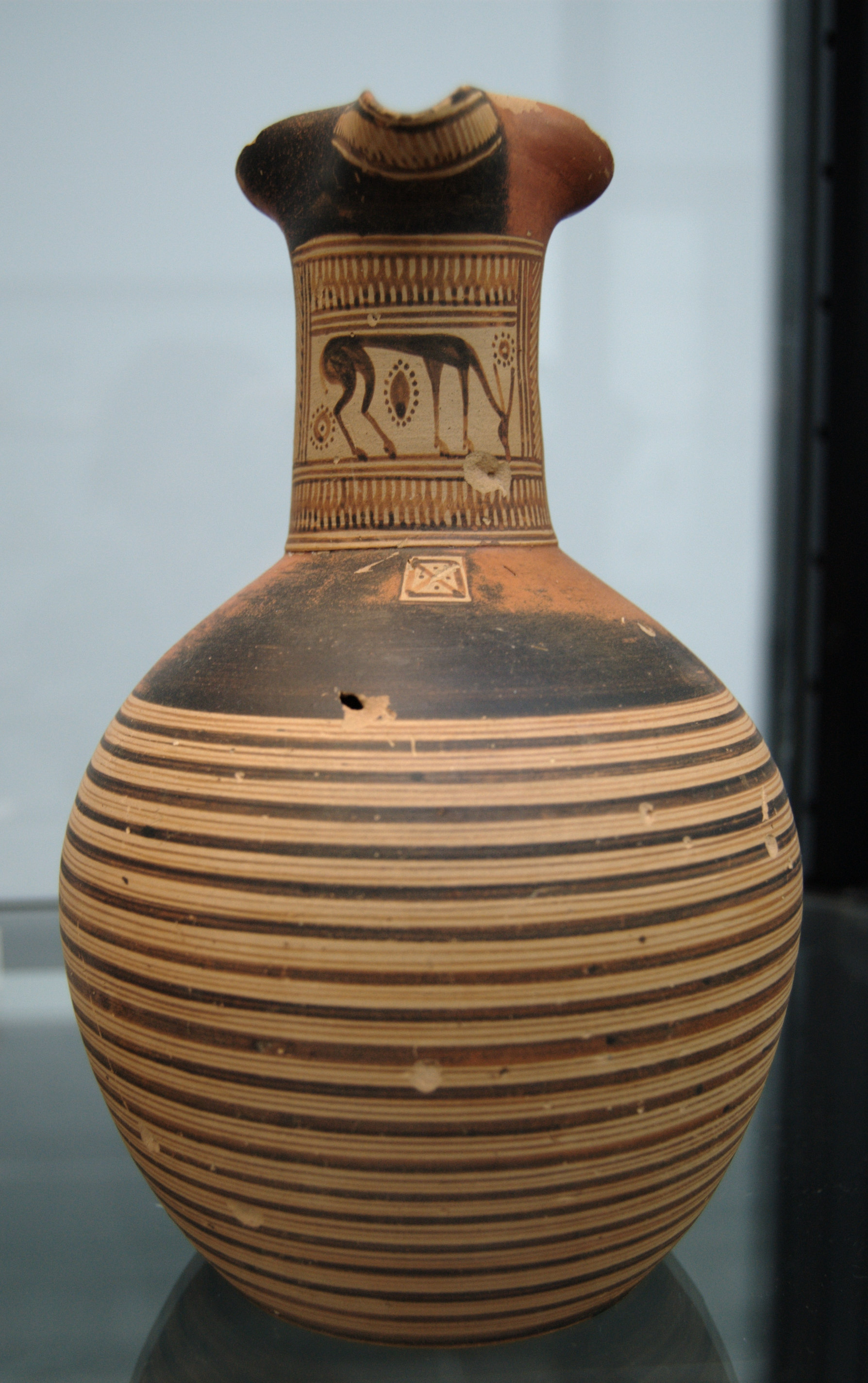
Oinochoe con corpo striato e cervo pascente sul collo (circa 750 a.C.) dello Staatliche Antikensammlungen di Monaco di Baviera (inv.8400)
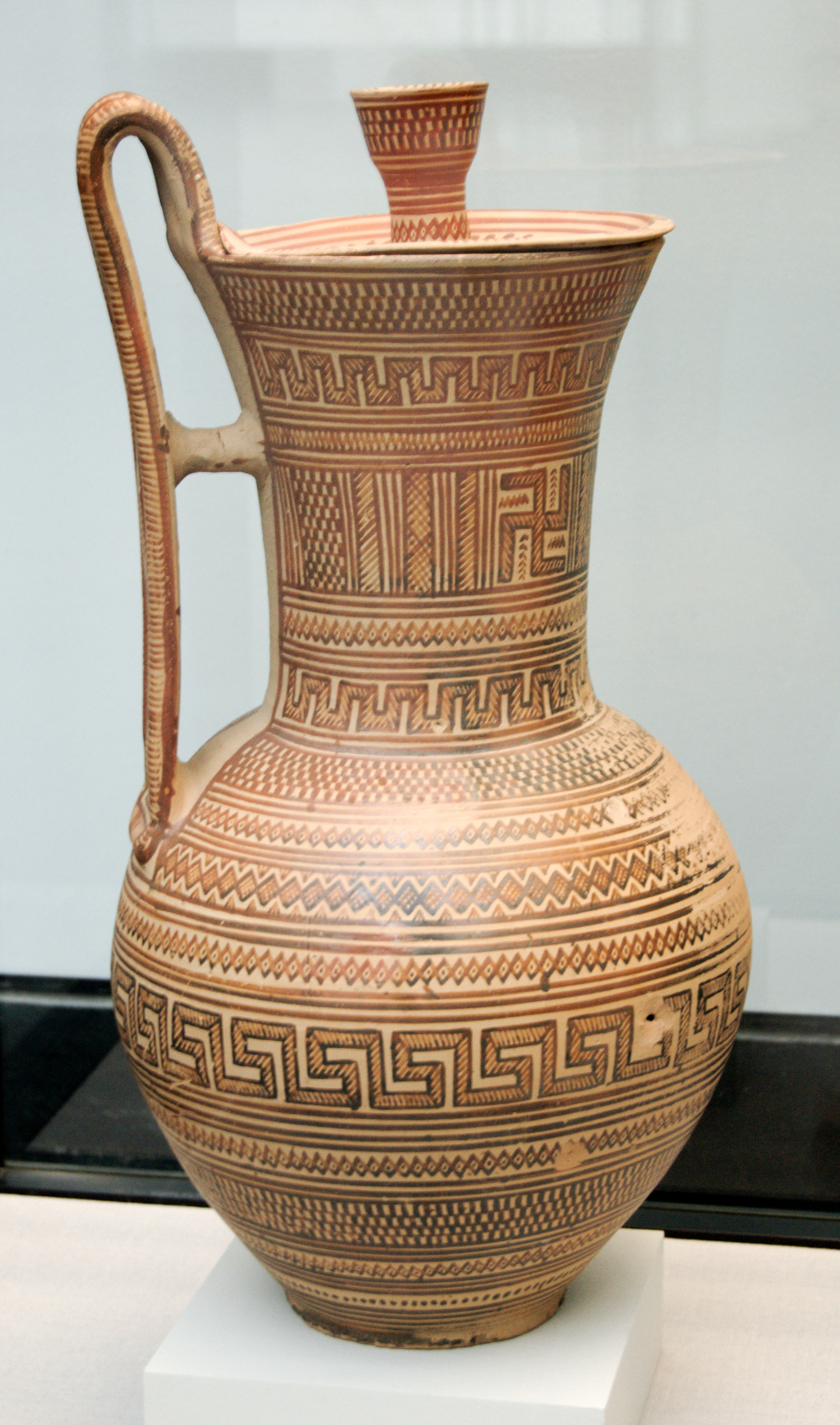
Brocca attica, 740 a.C., Staatliche Antikensammlungen di Monaco di Baviera

## Altre scuole ceramiche locali
Tra le scuole del periodo quella ateniese è la più importante e influente; esportazioni attiche sono frequenti ad Egina, in Beozia, nelle Cicladi, in Tessalia e Creta, ma anche a Cipro, Siria, Macedonia, sud Italia e Sicilia. In quest'epoca iniziano a svilupparsi in Grecia delle scuole locali, che cominciano a distaccarsi dallo stile attico, per seguirne uno locale.

### Corinto

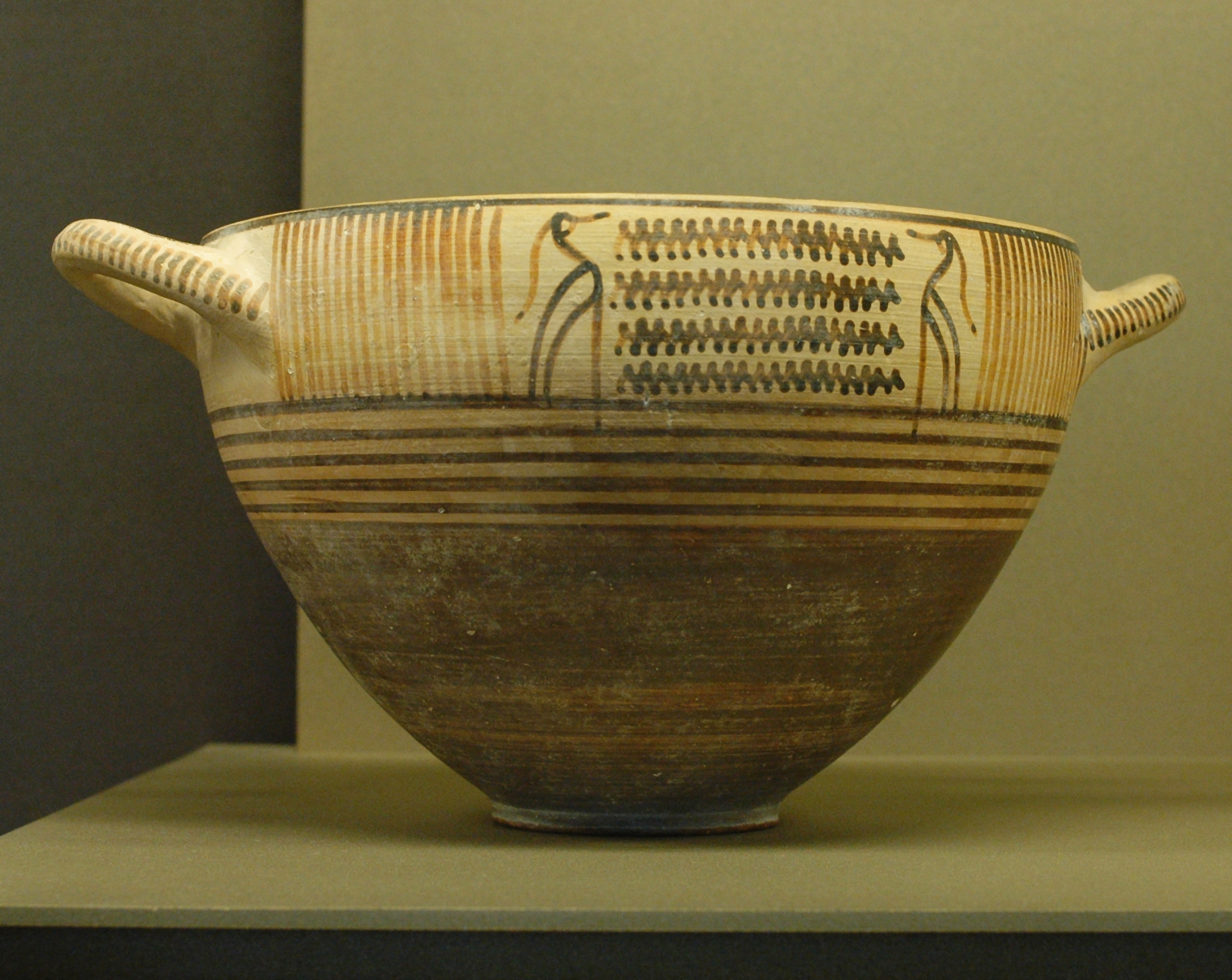
Skyphos corinzio tardo geometrico (740 - 730 a.C. circa). Parigi, Museo del Louvre CA 3822

Nel periodo primo geometrico e medio geometrico si sviluppa a Corinto una scuola locale, influenzata dalla ceramica attica, che progressivamente allarga le sue esportazioni (Delfi, Egina, Tera, Cnosso, Smirne, Tessalia). Fino al 750 a.C. lo stile è molto semplice, privo di ornamenti curvilinei, di figure umane e animali. Il tardo geometrico a Corinto corrisponde a quello che alcuni studiosi chiamano protocorinzio geometrico (750-720 a.C.); in questo periodo il commercio corinzio si espande ulteriormente e le esportazioni raggiungono la Magna Grecia e la Sicilia, l'Etruria, Al Mina e la Siria. La decorazione riprende i motivi sviluppati nella ceramica attica con un più accentuato gusto grafico e miniaturistico. Vengono prodotti in particolare oinochoai e skyphoi. A Corinto nel tardo geometrico viene inventato il kotyle la cui popolarità fu immediata e durevole e la cui forma delicata con pareti sottili deriva dalla coppa geometrica. Altre forme diffuse sono il cratere la pisside rotonda e il piatto. Corinto è stata la prima città greca ad avanzare oltre il geometrico, la cui scuola locale aveva origini esterne ed era poco radicata. Le caratteristiche corinzie come la nitidezza e la precisione erano più adatte al nuovo stile orientalizzante che si andava formando.
L'argilla corinzia è in questo periodo di un colore marrone chiaro tendente al rosa o al verde; originariamente simile a quella attica col tempo le due argille tendono a divergere, la prima verso il giallo chiaro, la seconda verso l'arancione; la pittura è bruna e scura, ma verso il periodo tardo acquisisce un tono rossastro.
Dopo l'influenza attica e argiva del primo periodo, alla fine dell'VIII secolo a.C. il geometrico corinzio veniva imitato dalle altre scuole greche, Attica compresa.

### Argo

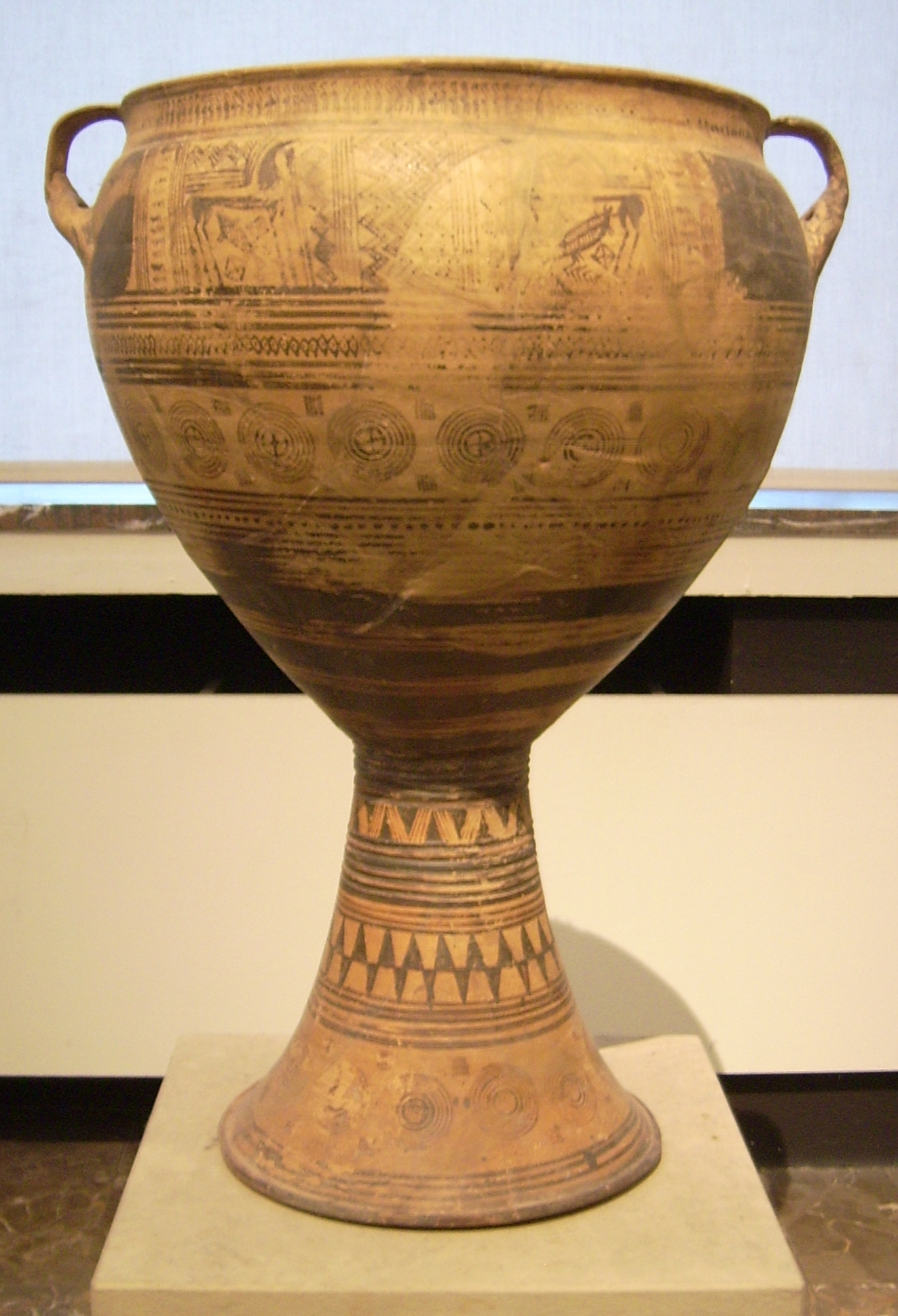
Cratere argivo tardo geometrico (730 a.C. circa) nell'Antikensammlung di Altes Museum di Berlino

Il geometrico argivo, che segue ad una fase protogeometrica, inizia nello stesso periodo del geometrico attico ed è dopo quest'ultimo il più importante prodotto del periodo. Fino alla metà dell'VIII secolo a.C. Argo segue la produzione attica, ma nel periodo tardo (750-690 a.C. circa) acquisisce maggiore autonomia. Nella necropoli della città di Argo si sono rinvenuti vasi monumentali caratterizzati da una decorazione sovrabbondante e a volte disorganica se paragonata all'ordine attico, che riempie l'intera superficie del vaso e in cui le figure tendono al grandioso e al monumentale. Tipici di questa produzione sono il meandro a scala, i cavalli spesso in coppia e guidati da uomini a piedi, elementi acquatici.

### Beozia
Lo stile della Beozia è fortemente influenzato da quello attico, ma nel tardo periodo geometrico accoglie anche influssi corinzi e cicladici. La decorazione tende ad essere meno rigorosa, con un particolare gusto per le scene narrative le cui figure risultano sgraziate e la composizione caotica. Tra gli ornamenti di riempimento, larghe file di cerchi concentrici e una svastica ragniforme, con più di quattro bracci, che appare in questo periodo ed è tipicamente locale.

### Cicladi
Le Cicladi non erano una unità politica e vi si svilupparono diverse scuole locali. Vi si protrae lo stile protogeometrico fino alla metà del IX secolo a.C. e il medio geometrico era ancora molto imitativo della scuola attica. Nel periodo tardo geometrico il materiale locale inizia a presentarsi più vario così che è stato possibile isolare quattro scuole principali (attive intorno al 750-700 a.C. circa) localizzate a Nasso, a Paro dove si trova una scuola creativa con ornamentazione rada e alcuni motivi scelti che vengono ingranditi e elevati a scena principale, Milo e Tera. Lo stile locale è caratterizzato dalla presenza di motivi prevalentemente curvilinei e, come si è detto, da una ripartizione degli spazi indipendente dai modelli attici.

### Creta
Nella zona centrale dell'isola, dopo una fase sperimentale che segue il protogeometrico e che viene chiamata "protogeometrico B" (850-820 a.C.), si impone stabilmente lo stile attico del medio geometrico visibile sui grandi pithoi che sono la produzione tipica di questa scuola; la fase tarda inizia intorno al 740 a.C. ed è maggiormente indipendente, con influenze corinzie e cipriote. La decorazione presenta pannelli principali poco estesi circondati da fasce decorative riservate su fondo scuro. I motivi prevalenti sono meandri e zig-zag, ma anche più audaci motivi curvilinei; alla fase tarda appartengono tipiche e originali bande decorative con volatili. Tra le forme più diffuse oltre ai grandi pithoi, piccole oinochoai tra le quali alcune con labbro tondo che si avvicinano alla forma degli ariballi; frequenti anche i crateri e le coppe. La terracotta è marrone chiaro tendente al rosa, generalmente non è presente l'ingubbiatura e la pittura è marrone scuro tendente al rosso; argilla e parti pittoriche sono dotate di una certa lucentezza.

### Grecia orientale e Dodecaneso

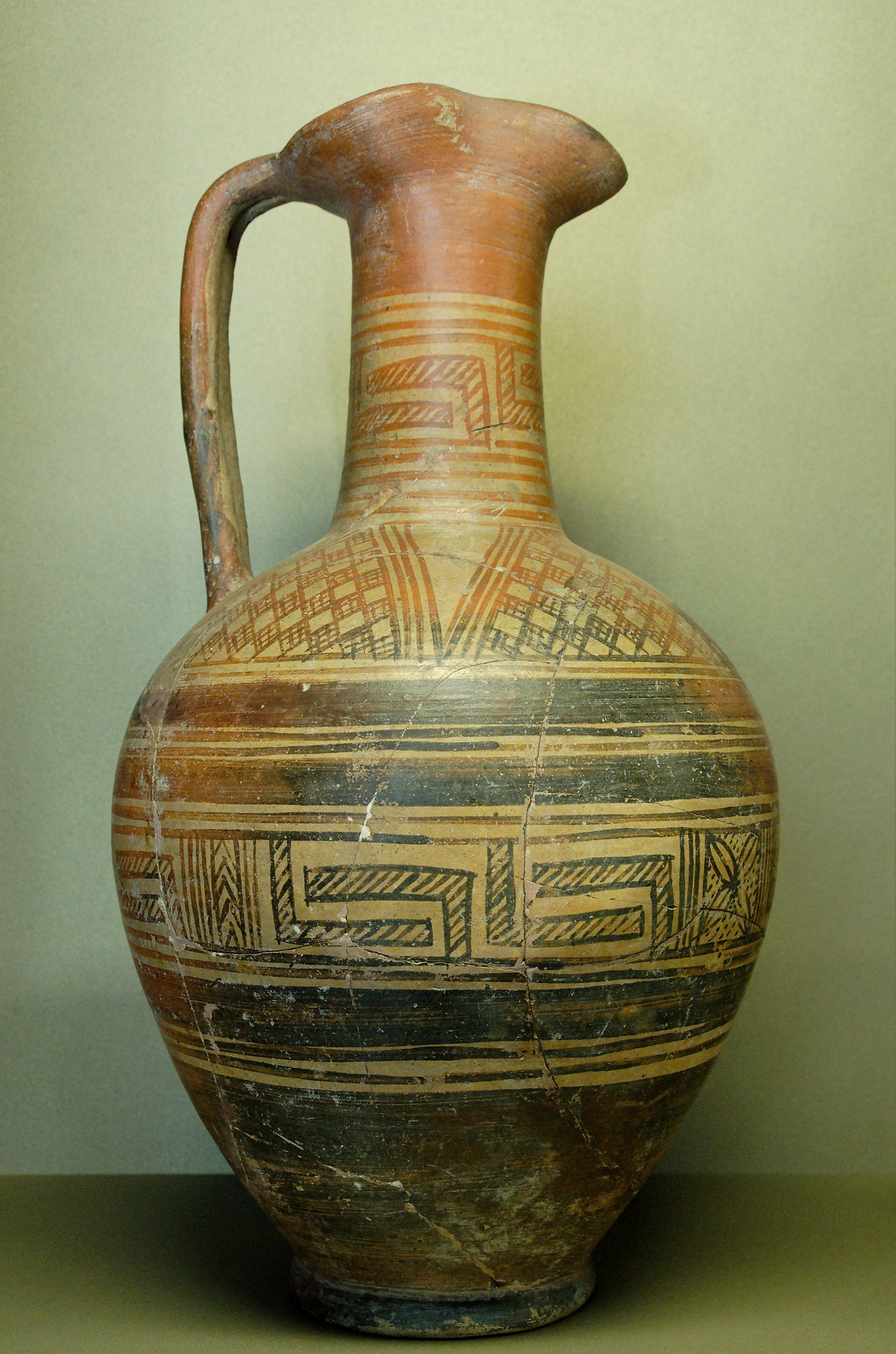
Oinochoe rodia da Cipro (740-720 a.C.). Parigi, Museo del Louvre CA 3033

Lo stile locale è caratterizzato dall'introduzione anche di motivi decorativi di origine anatolica. Per il periodo geometrico le uniche serie sufficientemente complete provengono da Rodi dove emerge nel primo periodo una resistenza alla decorazione geometrica attica e dove continuano motivi curvilinei e l'enfasi decorativa sulla spalla, tipicamente protogeometrici. Dall'850 a.C. si trovano decorazioni geometriche provenienti dall'Attica come il meandro unite a elementi ciprioti. Il tardo geometrico, a partire dal 750 a.C., è più ricco in qualità e quantità; vi si trova il black style protogeometrico con la spalla quale zona più importante, uccelli e motivi orientali. La fine di questo stile può essere posta intorno al 680 a.C. In Ionia il corso del geometrico sembra essere stato simile e peculiarità rodie vengono adottate nel periodo tardo. A Samo si trova qualche figura umana e una copertura biancastra, come a Chio.